# Santa Cruz (Ilocos Sul)
Santa Cruz é um município de  primeira classe de renda municipal (d) na província Ilocos Sul, nas Filipinas. De acordo com o censo de 1 de maio  de  2020 possui uma população de 41 366 pessoas e 9 815 domicílios.